# Geiselwind
Geiselwind – gmina targowa w Niemczech, w kraju związkowym Bawaria, w rejencji Dolna Frankonia, w regionie Würzburg, w powiecie Kitzingen. Leży w Steigerwaldzie, około 21 km na północny wschód od Kitzingen, przy autostradzie A3.

## Skład gminy
W skład gminy wchodzą następujące miejscowości: Burggrub, Dürrnbuch, Ebersbrunn, Füttersee, Geiselwind, Gräfenneuses, Haag, Holzberndorf, Ilmenau, Langenberg, Rehweiler i Wasserberndorf.

## Demografia
| Rok  | Liczba mieszk. |
| ---- | -------------- |
| 1970 | 2125           |
| 1987 | 2016           |
| 2000 | 2323           |
| 2005 | 2417           |

## Atrakcje
- dąb Kaisereiche – liczy ponad tysiąc lat

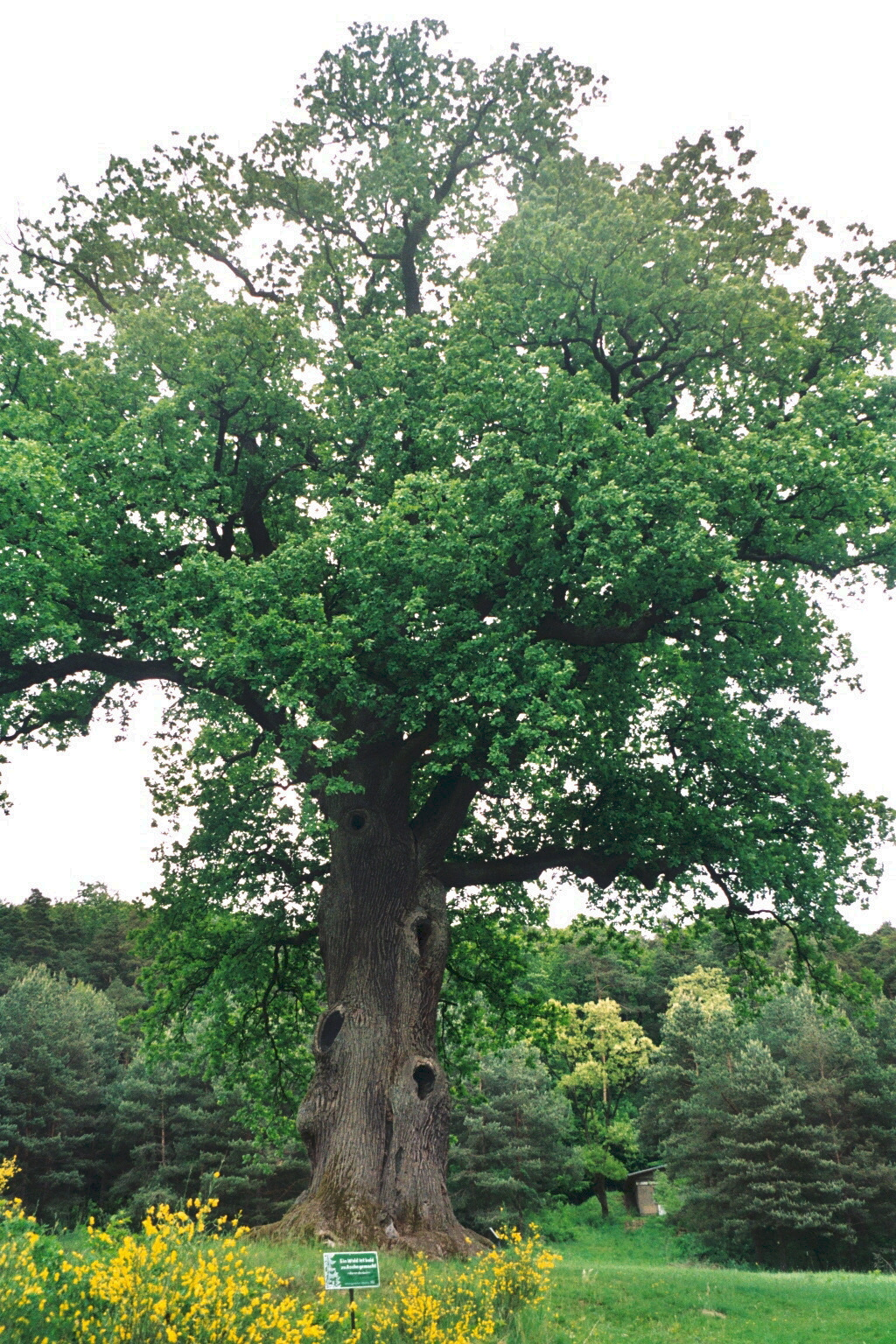
Dąb cesarski Kaisereiche

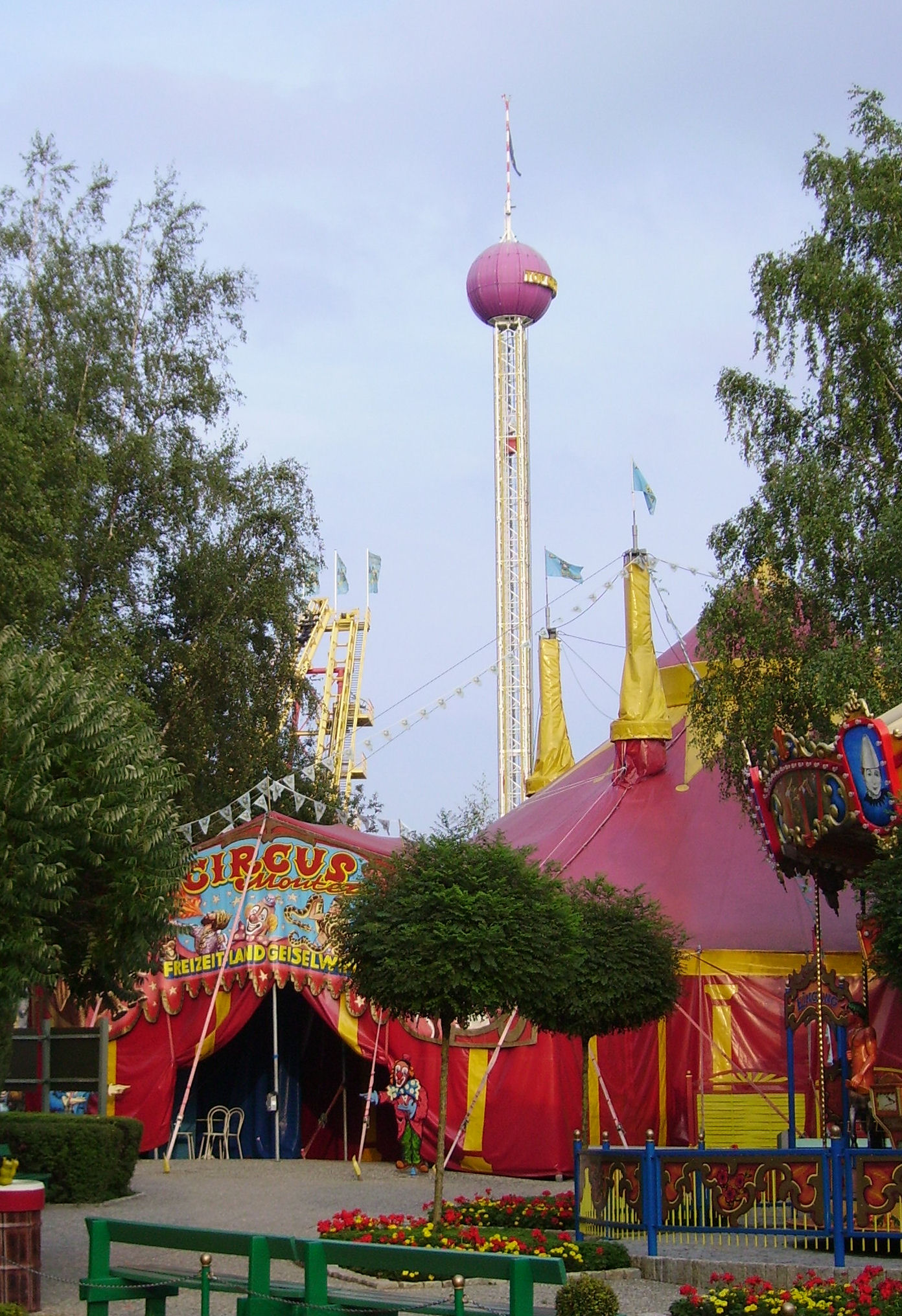
Park rozrywki

- Park rozrywki Freizeitland